# Erzhausen
Erzhausen é um município da Alemanha, situado no distrito de Darmstadt-Dieburg, no estado de Hesse. Tem 7,4 km² de área, e sua população em 2019 foi estimada em 8.070 habitantes.